# Петачинци
Петачинци је подељено насеље између Бугарске и Србије. Српски део насеља се налази у општини Димитровград у Пиротском округу. Бугарски део насеља се налази у општини Трн у Перничкој области под називом Богојна. Према попису из 2022. у српском делу био је 1 становник.

## Демографија
У насељу Петачинци живи 9 пунолетних становника, а просечна старост становништва износи 65,3 година (52,7 код мушкараца и 81,0 код жена). У насељу је 2002. године било 12 домаћинстава, а просечан број чланова по домаћинству био је 1,58.
Становништво у овом насељу веома је нехомогено (попис 2002.), а у последњих седам пописа примећен је пад у броју становника.
|  |

| Демографија | Демографија | Демографија |
| Година      | Становника  | Становника  |
| ----------- | ----------- | ----------- |
| 1948.       | 286         |             |
| 1953.       | 270         |             |
| 1961.       | 146         |             |
| 1971.       | 75          |             |
| 1981.       | 36          |             |
| 1991.       | 28          | 28          |
| 2002.       | 19          | 19          |
| 2011.       | 9           |             |
| 2022.       | 1           |             |

| Етнички састав према попису из 2002.‍ | Етнички састав према попису из 2002.‍ | Етнички састав према попису из 2002.‍ | Етнички састав према попису из 2002.‍ | Етнички састав према попису из 2002.‍ |
| ------------------------------------ | ------------------------------------ | ------------------------------------ | ------------------------------------ | ------------------------------------ |
|                                      |                                      |                                      |                                      |                                      |
| Бугари                               | Бугари                               |                                      | 8                                    | 42,10%                               |
| Срби                                 | Срби                                 |                                      | 2                                    | 10,52%                               |
| неизјашњени                          | неизјашњени                          |                                      | 9                                    | 47,38%                               |

| Година пописа     | 1948. | 1953. | 1961. | 1971. | 1981. | 1991. | 2002. |
| ----------------- | ----- | ----- | ----- | ----- | ----- | ----- | ----- |
| Број домаћинстава | 60    | 61    | 54    | 35    | 20    | 18    | 12    |

| Број чланова      | 1 | 2 | 3 | 4 | 5 | 6 | 7 | 8 | 9 | 10 и више | Просек |
| ----------------- | - | - | - | - | - | - | - | - | - | --------- | ------ |
| Број домаћинстава | 5 | 7 | 0 | 0 | 0 | 0 | 0 | 0 | 0 | 0         | 1,58   |

| Пол    | Укупно | Неожењен/Неудата | Ожењен/Удата | Удовац/Удовица | Разведен/Разведена | Непознато |
| ------ | ------ | ---------------- | ------------ | -------------- | ------------------ | --------- |
| Мушки  | 9      | 1                | 6            | 2              | 0                  | 0         |
| Женски | 10     | 0                | 6            | 4              | 0                  | 0         |
| УКУПНО | 19     | 1                | 12           | 6              | 0                  | 0         |

| Пол    | Укупно                    | Пољопривреда, лов и шумарство | Рибарство                            | Вађење руде и камена | Прерађивачка индустрија       |
| ------ | ------------------------- | ----------------------------- | ------------------------------------ | -------------------- | ----------------------------- |
| Мушки  | 0                         | 0                             | 0                                    | 0                    | 0                             |
| Женски | 0                         | 0                             | 0                                    | 0                    | 0                             |
| УКУПНО | 0                         | 0                             | 0                                    | 0                    | 0                             |
| Пол    | Производња и снабдевање   | Грађевинарство                | Трговина                             | Хотели и ресторани   | Саобраћај, складиштење и везе |
| Мушки  | 0                         | 0                             | 0                                    | 0                    | 0                             |
| Женски | 0                         | 0                             | 0                                    | 0                    | 0                             |
| УКУПНО | 0                         | 0                             | 0                                    | 0                    | 0                             |
| Пол    | Финансијско посредовање   | Некретнине                    | Државна управа и одбрана             | Образовање           | Здравствени и социјални рад   |
| Мушки  | 0                         | 0                             | 0                                    | 0                    | 0                             |
| Женски | 0                         | 0                             | 0                                    | 0                    | 0                             |
| УКУПНО | 0                         | 0                             | 0                                    | 0                    | 0                             |
| Пол    | Остале услужне активности | Приватна домаћинства          | Екстериторијалне организације и тела | Непознато            | Непознато                     |
| Мушки  | 0                         | 0                             | 0                                    | 0                    | 0                             |
| Женски | 0                         | 0                             | 0                                    | 0                    | 0                             |
| УКУПНО | 0                         | 0                             | 0                                    | 0                    | 0                             |